# Вільям Нордгауз
 Вільям Нордгауз (англ. William D. Nordhaus, нар. 31 травня 1941, Альбукерке, Нью-Мексико, США) — американський економіст, професор Єльського університету, лауреат Нобелівської премії з економіки 2018 року спільно з Полом Ромером. Нордгауз отримав премію за «інтеграцію зміни клімату у довгостроковий макроекономічний аналіз».

## Критика
Після вручення Нобелівської премії Нордгаузу, його розкритикував економічний антрополог Джейсон Гікел у статті для Foreign Policy. Гікел вказав на те, що чимало кліматологів та екологів вважають Нордгауза відповідальним за те, що уряди по всьому світу не вживали радикальних кліматичних заходів протягом 1990–2010-х років, адже вони спирались на аргументи, висунуті Нордхаусом.